# Prispodoba o nepoštenom upravitelju
Prispodoba o nepoštenom upravitelju je Isusova prispodoba, koja naglašava važnost praštanja drugima.
Zabilježena je u kanonskom Evanđelju po Luki (Lk 16,1-13).

## Tumačenja
Tumačenje ove prispodobe izaziva teškoće, jer izgleda kao da je njome Isus pohvalio nepošteno ponašanje. Međutim, iako u priči pokazuje izvjesno divljenje za upraviteljevu lukavost, Isus ipak imenuje upravitelja kao "nepoštenog".
Upravitelj u prispodobi vjerojatno je rob ili oslobođenik postavljen kao zastupnik svoga gospodara u poslovanju. Kada kao njegov predstavnik potpiše sporazume s dužnicima, oni su obavezujući. Ova prispodoba ima zajedničku temu kao i neke druge Isusove izreke kojima savjetuje davanje imovine siromašnima radi stjecanja blaga na nebu. Jer kada smrt dođe „prestaje naša moć da činimo dobro sa svojim novcem, tako da dobro s njim treba činiti sada."
Ovakvo su prispodobu tumačili i rani crkveni pisci, kao što je Asterije Amasijski:
Kada, dakle, netko očekujući svoj kraj i prijelazak na drugi svijet, sažeže teret svojih grijeha dobrim djelima, bilo otkazivanjem obaveza dužnicima, ili snabdijevanjem siromašnih obiljem, dajući ono što pripada Gospodinu, on stječe mnogo prijatelja, koji će potvrditi njegovu dobrotu pred sudom, i osigurati mu svojim svjedočenjem mjesto sreće.
Engleski reformator iz 16. stoljeća William Tyndale smatra da Isus nije hvalio upraviteljevo ponašanje, već ga samo navodi kao usporedbu, da "i mi s pravednim trebamo biti marljivi da spasimo svoje duše, kao što je on s nepravednim osigurao svoje tijelo".